# Rhamphomyia candidula
Rhamphomyia candidula är en tvåvingeart som beskrevs av Collin 1933. Rhamphomyia candidula ingår i släktet Rhamphomyia och familjen dansflugor. Inga underarter finns listade i Catalogue of Life.